# Neon
Il neon è l'elemento chimico della tavola periodica degli elementi che ha numero atomico 10 e il cui simbolo è Ne. È l'ultimo elemento del secondo periodo, che viene dopo il fluoro (e precede il sodio nel terzo periodo). È il secondo dei gas nobili (gruppo 18 del sistema periodico), collocato tra l'elio e l'argon. Con una configurazione elettronica [He] 2s2 2p6 (ottetto), appartiene al blocco p del sistema periodico.
È un elemento notevolmente inerte e, come per l'elio, non se ne conoscono composti (neutri) con altri elementi e, in base a presupposti teorici, si ipotizza che sia anche più inerte dell'elio.
La sua massa atomica è pari a 20,180 u, mentre la sua massa monoisotopica è pari a 19,99244 u.

## Storia ed etimologia
Il nome deriva dal greco νέον, néon, che significa "nuovo", come per dire "nuovo elemento". Fu scoperto dal chimico scozzese William Ramsay e dal suo assistente, il chimico inglese Morris William Travers, nel 1898 grazie alle brillanti linee giallo arancio negli spettri del vapore di campioni nominalmente di argon liquido, ma provenienti dalla liquefazione dell'aria, miscela che contiene anche il neon. Il nome neon fu suggerito a Ramsay dal figlio tredicenne come novum, termine latino di genere neutro per "nuovo") che il padre, come d'uso all'epoca, traspose in greco, sempre al neutro, come νέον.
L'illuminazione al neon, mostrata all'Esposizione di Parigi del 1910, fu sviluppata dalla creatività dell'inventore francese Georges Claude. Il primo cartello pubblicitario al neon negli Stati Uniti fu installato nel 1923 da un concessionario Packard a Los Angeles.
Nel 1912, J. J. Thomson osservò che i raggi canale (fascetti di ioni positivi) ottenuti dal neon ionizzato seguivano due traiettorie distinte quando passavano attraverso un campo magnetico e un campo elettrico. Dedusse la presenza di atomi di neon con due diverse masse atomiche, 20Ne e 22Ne, scoprendo così l'esistenza di due diversi isotopi di un elemento non radioattivo.

## Isotopi
Il neon (10Ne) è il quinto elemento per abbondanza nell'Universo e il sesto nel sistema solare.
Di questo elemento si conoscono almeno 19 isotopi, con numeri di massa che vanno da A = 16, ad A = 34. Tra questi, quelli presenti in natura, e che sono stabili, sono i tre isotopi che seguono, con le loro abbondanze relative in parentesi: 20Ne (90,48%, il più abbondante, con N = Z, neutroni pari ai protoni), 21Ne (0,27%, 1 neutrone in più) e 22Ne (9,25%, 2 neutroni in più).

### Isotopi naturali
Il 21Ne e il 22Ne si formano naturalmente nella crosta terrestre principalmente attraverso reazioni dell'18O e del 19F nei minerali con emissione di neutroni e particelle α dal decadimento dell'uranio e del torio, che prendono il nome di "isotopi di neon nucleogenico". Inoltre, gli isotopi di neon possono formarsi sulla superficie della Terra e nei corpi extraterrestri tramite reazioni di spallazione indotte dai raggi cosmici su magnesio, silicio, alluminio e sodio.
Le analisi di tutti e tre gli isotopi stabili del neon possono essere utilizzate per distinguere queste fonti dal neon primordiale. Le quantità relative di neon atmosferico e isotopi di neon nucleogenico crostali nelle acque sotterranee profonde e nei gas naturali sono state utilizzate in studi sulle interazioni solido-acqua-gas e sulla migrazione.
La componente cosmogenica è principalmente rilevata nel 21Ne e può essere utilizzata per determinare le età di esposizione ai raggi cosmici dei campioni di roccia, inclusi i meteoriti esposti durante il viaggio attraverso lo spazio e i massi esposti dallo scioglimento del ghiaccio glaciale.
Il 22Ne viene utilizzato per produrre il radioisotopo 22Na tramite la reazione:
{\displaystyle {\ce {^22Ne (p, n) -> ^22Na}}}
Il 20Ne è stato utilizzato per produrre il radioisotopo 18F tramite la reazione:
{\displaystyle {\ce {^20Ne (d, ^4He) -> ^18F}}}
Un team di ricercatori guidato dall'Università di Osaka ha fornito prove sperimentali che esistono stati eccitati nel 20Ne. Focalizzando particelle α su un gas di neon, hanno infatti osservato che i prodotti di decadimento indicavano l'esistenza di stati energetici specifici nel nucleo originale. Questi si sono adattati molto bene alle previsioni dello stato condensato 5α, in cui i 10 protoni e 10 neutroni sono raggruppati in cinque particelle α nell'orbitale a più bassa energia.
| Nuclide | Z  | N  | Massa isotopica (Da) | Emivita     | Decadimento                                                         | Spin   | Anno |
| ------- | -- | -- | -------------------- | ----------- | ------------------------------------------------------------------- | ------ | ---- |
| 15Ne    | 10 | 5  | 15,043170(70)        | 770 anni    | 2p                                                                  | 3/2-   | 2014 |
| 16Ne    | 10 | 6  | 16,025751(22)        | > 5,7 zs    | 2p                                                                  | 0+     | 1977 |
| 17Ne    | 10 | 7  | 17,0177140(4)        | 109,2 ms    | β+p (94,4(2,9)%), β+α (3,51(1)%), β+ (2,1(2,9)%) e β+pα (0,014(4)%) | 1/2-   | 1963 |
| 18Ne    | 10 | 8  | 18,0057087(4)        | 1,664,20 ms | β+                                                                  | 0+     | 1954 |
| 19Ne    | 10 | 9  | 19,00188091(17)      | 17,2569 s   | β+                                                                  | 1/2+   | 1939 |
| 20Ne    | 10 | 10 | 19,9924401753(16)    | stabile     | stabile                                                             | 0+     | 1913 |
| 21Ne    | 10 | 11 | 20,99384669(4)       | stabile     | stabile                                                             | 3/2+   | 1928 |
| 22Ne    | 10 | 12 | 21,991385114(19)     | stabile     | stabile                                                             | 0+     | 1913 |
| 23Ne    | 10 | 13 | 22,99446691(11)      | 37,15 s     | β−                                                                  | 5/2+   | 1936 |
| 24Ne    | 10 | 14 | 23,9936106(6)        | 3,38 min    | β−                                                                  | 0+     | 1956 |
| 25Ne    | 10 | 15 | 24,997810(30)        | 602 ms      | β−                                                                  | 1/2+   | 1970 |
| 26Ne    | 10 | 16 | 26,000516(20)        | 197 ms      | β− (99,87(3)%) e β−n (0,13(3)%)                                     | 0+     | 1970 |
| 27Ne    | 10 | 17 | 27,007570(100)       | 30,9 ms     | β− (98,0(5)%), β−n (2,0(5)%) e β−2n ?                               | (3/2+) | 1977 |
| 28Ne    | 10 | 18 | 28,012130(140)       | 18,8 ms     | β− (84,3(1,1)%), β−n (12(1)%) e β−2n (3,7(5)%)                      | 0+     | 1979 |
| 29Ne    | 10 | 19 | 29,019750(160)       | 14,7 ms     | β− (68,0(5,1)%), β−n (28(5)%) e β−2n (4(1)%)                        | (3/2−) | 1985 |
| 30Ne    | 10 | 20 | 30,024990(270)       | 7,22ms      | β− (78,1(4,6)%), β−n (13(4)%) e β−2n (8,9(2,3)%)                    | 0+     | 1985 |
| 31Ne    | 10 | 21 | 31,033470(290)       | 3,4 ms      | β−, β−n ? e β−2n ?                                                  | (3/2−) | 1996 |
| 32Ne    | 10 | 22 | 32,039720(540)       | 3,5 ms      | β−, β−n ? e β−2n ?                                                  | 0+     | 1990 |
| 34Ne    | 10 | 24 | 34,056730(550)       | 2 ms        | β−, β−n ? e β−2n ?                                                  | 0+     | 2002 |

## Abbondanza e disponibilità
Il neon è il quinto elemento più abbondante nell'universo per massa, ma sulla Terra è raro. Si trova infatti nell'atmosfera terrestre in misura di 1 parte su 65.000 (≈0,007%) e in tracce nella crosta terrestre (5×10-3 mg/kg) e negli oceani (1,2×10-4 mg/l).

## Metodi di preparazione
Viene prodotto attraverso il sopraraffreddamento e la distillazione frazionata dell'aria.

## Caratteristiche chimico-fisiche

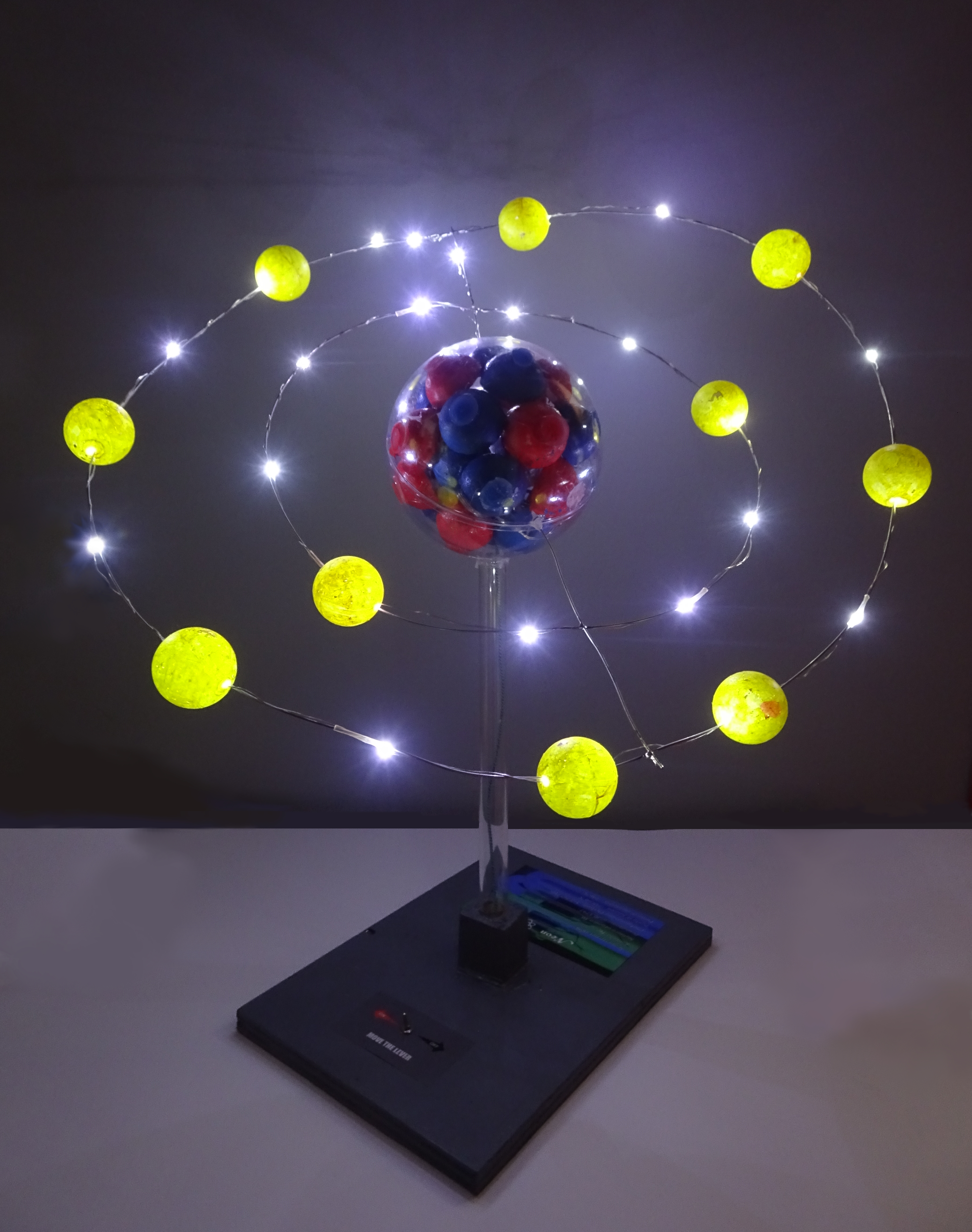
Modellino di atomo di neon

È un gas nobile quasi inerte, incolore, inodore, insapore, più leggero dell'aria, in grado di produrre una fluorescenza rossastra.

### Informazioni strutturali
| Caratteristica                  |        |
| ------------------------------- | ------ |
| Raggio atomico di Van der Walls | 154 pm |
| Raggio atomico covalente        | 58 pm  |

### Caratteristiche elettroniche
| Caratteristica             |              |
| -------------------------- | ------------ |
| Configurazione elettronica | [He] 2s2 2p6 |
| Stato fondamentale         | 1S0          |
| Stati di ossidazione       | 0            |
| Affinità elettronica       | -0,3 eV      |
| Affinità protonica         | 198,8 kJ/mol |
| Elettronegatività          | 4,787        |
| Energia di ionizzazione    | 21,565 eV    |

### Caratteristiche termodinamiche
| Proprietà                              |                      |
| -------------------------------------- | -------------------- |
| Punto di ebollizione                   | -246,053 °C          |
| Punto di fusione                       | -258,59 °C           |
| Punto triplo                           | -248,609 °C a 43 kPa |
| Entalpia di vaporizzazione del liquido | 1,741 kJ/mol         |
| Calore specifico                       | 0,904 J/g K          |

### Stato gassoso
| Proprietà                                   |                             |
| ------------------------------------------- | --------------------------- |
| Solubilità in acqua                         | 10,5 cm3/kg a 20 °C         |
| Costante della legge di Henry               | 45 *10-5 mol/kg*bar a 450 K |
| Densità                                     | 0,825 g/L                   |
| Gravità specifica                           | 0,69                        |
| Coefficiente di ripartizione ottanolo/acqua | 0,28                        |
| Temperatura critica                         | 44,40 K                     |
| Pressione critica                           | 2654 kPa                    |
| Densità critica                             | 483 kg/cu m                 |
| Entropoia standard di formazione            | 146,33 J/mol*K              |
| Basicità del gas                            | 174,4 kJ/mol                |

### Stato solido
La forma solida esiste a temperature ottenute mediante l'utilizzo di idrogeno liquido, come cristalli cubici a facce centrate a pressione normale.
| Proprietà                             |              |
| ------------------------------------- | ------------ |
| Entalpia di vaporizzazione del solido | 2,139 kJ/mol |
| Entalpia di fusione                   | 0,335 kJ/mol |

### Proprietà di trasporto
| Proprietà             |              |
| --------------------- | ------------ |
| Conducibilità termica | 0,0493 W/m K |

## Caratteristiche chimiche

### Reazioni ioniche in fase gassosa
Il potenziale di ionizzazione del neon, che ammonta a 21,5645 eV, è secondo solo a quello dell'elio (24,587 eV). Analoga situazione si ha per la protonazione: il neon può essere protonato in fase gassosa, sebbene con difficoltà; la sua affinità protonica è 198,8 kJ/mol, contro 177,8 kJ/mol dell'elio; per questo, una specie che può protonare il neon nelle condizioni relativamente blande della ionizzazione chimica è l'elio protonato, HHe+. Del neon sono inoltre conosciute le seguenti reazioni chimiche, che consistono nella formazione di addotti tra un catione, atomico o molecolare, e un atomo di neon:
{\displaystyle {\ce {Co+ + Ne -> (Co+ * Ne)}}}   ΔHr° = 10,5 ± 0,4 kJ/mol   ΔSr° = 64,4 J/mol*K
{\displaystyle {\ce {(Co^+ * Ne) + Ne -> (Co^+ * 2Ne)}}}   ΔHr° = 8,2 ± 0,4 kJ/mol   ΔSr° = 48,5 J/mol*K
{\displaystyle {\ce {Cr+ + Ne -> (Cr+ * Ne)}}}   ΔHr° = 6,8 ± 0,4 kJ/mol   ΔSr° = 61,1 J/mol*K
{\displaystyle {\ce {(Cr+ * Ne) + Ne -> (Cr+ * 2Ne)}}}   ΔHr° = 3,6 ± 0,4 kJ/mol   ΔSr° = 24 J/mol*K
{\displaystyle {\ce {Ni+ + Ne -> (Ni+ * Ne)}}}   ΔHr° = 11,5 ± 0,4 kJ/mol
{\displaystyle {\ce {(Ni+ * Ne) + Ne -> (Ni+ * 2Ne)}}}   ΔHr° = 9,6 ± 0,8 kJ/mol   ΔSr° = 53,6 J/mol*K
{\displaystyle {\ce {K+ + Ne -> (K+ * Ne)}}}   ΔHr° = 4,56 kJ/mol
{\displaystyle {\ce {Li+ + Ne -> (Li+ * Ne)}}}   ΔHr° = 11,0 kJ/mol
{\displaystyle {\ce {Na+ + Ne -> (Na+ * Ne)}}}  ΔHr° = 7,36 kJ/mol
{\displaystyle {\ce {Cs+ + Ne -> (Cs+ * Ne)}}}   ΔHr° = 2,3 kJ/mol
{\displaystyle {\ce {Ne+ + Ne -> (Ne+ * Ne)}}}   ΔHr° = 131 kJ/mol
{\displaystyle {\ce {Xe+ + Ne -> (Xe+ * Ne)}}}   ΔHr° = 4,0 kJ/mol
{\displaystyle {\ce {Ar+ + Ne -> (Ar+ * Ne)}}}   ΔHr° = 7,5 kJ/mol
{\displaystyle {\ce {Kr+ + Ne -> (Kr+ * Ne)}}}   ΔHr° = 5,31 kJ/mol
{\displaystyle {\ce {Rb+ + Ne -> (Rb+ * Ne)}}}   ΔHr° = 3,2 kJ/mol

### Spettri analitici
Del neon sono disponibili:
- lo spettro GC-MS.[51]
- gli spettri atomici[36]

### Precauzioni
Non tossico L'esposizione dei contenitori contenenti neon a calore prolungato o al fuoco può causarne la rottura violenta e il lancio come un razzo. Il contatto con l'elemento in forma liquida può causare congelamento. Se inalato può causare vertigini, letargia, mal di testa e asfissia.

## Applicazioni

### Medicina
Il neon viene utilizzato come composto di riferimento per il cambiamento chimico nella risonanza magnetica nucleare (NMR). Il neon può essere utilizzato in ambito clinico come gas tracciante diagnostico in un analizzatore di gas per il test di diffusione polmonare.
La radioterapia con ioni di neon possiede vantaggi biologici e fisici rispetto ai raggi X ad alta tensione. Biologicamente, il fascio di neon riduce il rapporto di potenziamento dell'ossigeno e aumenta l'efficacia biologica relativa. Le cellule irragiate con ioni di neon mostrano meno variazione nella radiosensibilità legata al ciclo cellulare e una riduzione della riparazione dei danni da radiazioni. Il comportamento fisico delle particelle pesanti cariche consente una somministrazione precisa di alte dosi di radiazioni ai tumori, minimizzando al contempo l'irradiazione dei tessuti normali.
Uno studio ha dimostrato che il trattamento con neon migliora l'esito per diversi tipi di tumori:
- carcinomi avanzati o recidivanti delle ghiandole salivari macroscopiche (DSS5 59%; LC5 61%)
- tumori dei seni paranasali (DSS5 69%; LC5 69% per malattia macroscopica)
- sarcomi dei tessuti molli avanzati (DSS5 56%, LC5 56% per malattia macroscopica)
- sarcomi macroscopici delle ossa (DSS5 45%; LC5 59%)
- carcinomi della prostata localmente avanzati (DSS5 90%; LC5 75%)
- carcinomi delle vie biliari (DSS5 28%; LC5 44%)

Il trattamento dei gliomi maligni, dei tumori pancreatici, gastrici, esofagei, polmonari e del cancro avanzato o recidivante della testa e del collo è stato meno efficace. I risultati per questi tumori non sembrano essere migliori di quelli ottenuti con la terapia convenzionale con raggi X.

### Elettronica ed illuminazione
Viene usato nelle lampade dette, appunto, "al neon". Le lampade al neon sono generalmente piccole e la maggior parte funziona tra 100 e 250 volt. Sono state ampiamente utilizzate come indicatori di accensione e nelle apparecchiature di test dei circuiti, sostituiti dai diodi a emissione di luce (LED). Questi semplici dispositivi al neon sono stati i precursori dei display al plasma e degli schermi al plasma. Le insegne al neon funzionano con tensioni molto più elevate (2-15 kV) e i tubi luminosi sono di solito lunghi anche alcuni metri. Il tubo di vetro viene spesso modellato in forme e lettere per la segnaletica, come pure per applicazioni architettoniche e artistiche.
Quando viene attivato tramite scariche elettriche, il neon emette una caratteristica luce rosso-arancione, ampiamente usata nelle insegne pubblicitarie. Il termine "neon" viene normalmente usato per indicare questo tipo di luci, anche se in realtà diversi gas vengono utilizzati per ottenere i vari colori. Per esempio l'argon produce una tonalità color lavanda o blu. Nel 2005 erano disponibili oltre cento colori.
Viene utilizzato in valvole termoioniche, indicatori ad alta tensione, parafulmini, tubi per misuratori d'onda e nei tubi catodici. .

### Laser
Neon ed elio sono utilizzati nei laser a gas. Miscele di gas che includono neon ad elevata purezza vengono utilizzate nei laser per la fotolitografia nella fabbricazione dei dispositivi a semiconduttore. Viene inoltre utilizzato nei laser elio-neon.

### Criogenia
Il neon in forma liquefatta viene utilizzato commercialmente come refrigerante criogenico in applicazioni che non richiedono le temperature più basse ottenute con la refrigerazione dell'elio liquido, dato che meno costoso e che ha una capacità refrigerante 40 volte maggiore dell'elio liquido (in volume) e tre volte quella dell'idrogeno liquido.

### Altre applicazioni
I maser contenenti 20Ne sono stati utilizzati in studi di fisica quantistica. Gli ioni, Ne+, (NeAr)+, (NeH)+, e (HeNe+) sono stati impiegati nelle ricerche nel campo dell'ottica e della spettrometria di massa.